# Усенко, Николай Витальевич
Николай Витальевич Усенко (16 декабря 1927 — 24 марта 2015) — советский военный моряк-подводник и политработник ВМФ, Герой Советского Союза (23.05.1966), вице-адмирал (31.10.1978), кандидат исторических наук (1988). Участник самого дальнего в истории ВМФ подводного перехода (1966).

## Биография
Родился 16 декабря 1927 года в Севастополе в семье служащего. Русский. Окончил 10 классов. Чудом пережил ленинградскую блокаду, во время которой скончалась от голода его мать. В 1942—1943 годах в блокадном Ленинграде работал в тресте «Ленгороформление» для нужд фронта.
В Военно-Морском Флоте — с мая 1943 года, доброволец. Участник Великой Отечественной войны. В составе экипажа надводного учебного корабля «Комсомолец» участвовал в боевых действиях на Балтике: машинист, боцман, заведующий библиотекой, секретарь комсомольской организации. Продолжал служить на этом корабле и боцманом мачты на учебном паруснике «Седов» по июнь 1948 года, когда убыл на учёбу. Член ВКП(б)/КПСС в 1947—1991 годах.
В 1951 году окончил Военно-морское политическое училище имени А. А. Жданова, с ноября этого года служил на торпедных катерах Северного флота: секретарь комсомольской организации 292-го дивизиона ТКА 186-й бригады кораблей, с февраля 1953 по сентябрь 1955 года — помощник начальника политотдела по комсомольской работе 51-й дивизии ТКА. В 1959 году окончил Военно-политическую академию имени В. И. Ленина с золотой медалью. С июля 1959 года служил заместителем по политической части командира дизельной подводной лодки «С-188» Балтийского флота. В январе 1961 года переведён на Северный флот и назначен заместителем командира атомной подводной лодки «К-133» по политической части. В этой должности в 1966 году стал участником кругосветного группового похода атомных подводных лодок.
С 2 февраля по 26 марта 1966 года многоцелевая АПЛ «К-133» под командованием капитана 2-го ранга Л. Н. Столярова, обогнув мыс Горн, совершила совместно с атомным ракетоносцем «К-116» групповой трансокеанский межфлотский переход из губы Западная Лица в бухту Крашенинникова. Этот уникальный переход возглавлял командующий флотилией АПЛ контр-адмирал А. И. Сорокин, чей походный штаб размещался на борту «К-116».
Для обеспечения нормального, безаварийного плавания приходилось устанавливать особый контроль над несением вахты, обеспечивать высокий моральный дух личного состава. Последним много занимался замполит «К-133» капитан 2 ранга Усенко Н. В. Он организовывал любопытные соревнования, поздравлял подводников с днём рождения, с праздниками, передавал по трансляции заявки на любимые мелодии. В отведенное время демонстрировались кинофильмы. Особым праздником на лодке стал переход экватора 16 февраля 1966 года в Атлантическом океане. Был Нептун со свитой и русалкой, поздравления сменились розыгрышами, шутками с «причащением» забортной водой…
Приказом Министра обороны СССР от 14 апреля 1966 года за успешное выполнение боевой задачи, впервые после войны, АПЛ «К-133» удостоена гвардейского звания.
Указом Президиума Верховного Совета СССР от 23 мая 1966 года за успешное выполнение заданий командования и проявленные при этом мужество и отвагу капитану 2-го ранга Усенко Николаю Витальевичу присвоено звание Героя Советского Союза с вручением ордена Ленина и медали «Золотая Звезда».
С сентября 1967 по мая 1969 года — заместитель начальника политотдела эскадры подводных лодок Северного флота.
В 1971 году окончил Военную академию Генерального штаба. С июня 1971 года — начальник политотдела 10-й оперативной эскадры на Тихоокеанском флоте. Контр-адмирал (3.10.1972). С февраля 1973 года служил в Политическом управлении ВМФ СССР заместителем начальника — начальником отдела пропаганды и агитации, а с августа 1976 года — первым заместителем начальника Политуправления ВМФ. С июня 1980 года по март 1985 года вице-адмирал Усенко Н. В. — член Военного совета — начальник Политического управления Краснознамённого Северного флота. С марта 1985 года — начальник политотдела Института военной истории Министерства обороны СССР.  (1987).
С июня 1990 года вице-адмирал Усенко Н. В. — в запасе. Жил в городе-герое Москве. Избирался депутатом Верховного Совета РСФСР 10-11-го созывов. В отставке продолжал работать ведущим научным сотрудником Института военной истории Министерства обороны Российской Федерации. При его активном участии вышли в свет «Приказы и директивы Наркома ВМФ в годы Великой Отечественной войны 1941—1945 гг.», «Директивы Главного политического управления Военно-Морского Флота» в книге «Главные политические органы Вооружённых Сил СССР в Великой Отечественной войне 1941—1945 гг.».
Умер 24 марта 2015 года. Похоронен в Москве на Троекуровском кладбище.

## Воинские звания
- Лейтенант (4.09.1951);
- старший лейтенант (12.08.1952);
- капитан-лейтенант (4.06.1954);
- капитан 3-го ранга (28.07.1959);
- капитан 2-го ранга (11.09.1962);
- капитан 1-го ранга (10.06.1968);
- контр-адмирал (2.11.1972);
- вице-адмирал (30.10.1978).

## Награды
- Медаль «Золотая Звезда» Героя Советского Союза № 11250 (23.05.1966);
- орден Ленина № 32088  (23.05.1966);
- орден Красного Знамени (18.02.1964);
- орден Отечественной войны 1-й степени (11.03.1985);
- орден Красной Звезды (16.10.1980);
- Орден «За службу Родине в Вооружённых Силах СССР» 3-й степени (30.04.1975).
- Медали, в том числе:
  - «За боевые заслуги» (26.12.1953);
  - «За воинскую доблесть. В ознаменование 100-летия со дня рождения Владимира Ильича Ленина» (1970);
  - «За оборону Ленинграда» (23.03.1946);
  - «За победу над Германией в Великой Отечественной войне 1941—1945 гг.» (31.12.1945);
  - «Ветеран Вооружённых Сил СССР»;
  - «За безупречную службу» 1-й и 2-й степеней;
  - иностранные медали.